# Diacira setifera
Diacira setifera är en insektsart som först beskrevs av Walker 1851.  Diacira setifera ingår i släktet Diacira och familjen Dictyopharidae. Inga underarter finns listade i Catalogue of Life.